# Николай Вавилов (фильм)
«Николай Вавилов» — 6-серийный телевизионный фильм режиссера Александра Прошкина. Вышел в 1990 году.
Байопик посвящен истории жизни советского биолога академика Николая Вавилова.
Совместное производство СССР и ГДР.

## Сюжет
История жизни, вклада в науку и общественной деятельности академика Николая Вавилова.
Его научное и личное противостояние с Трофимом Лысенко, арест и смерть ученого в тюрьме.

## Режиссёр о фильме
Вавилов — блестящий, умный, раскованный интеллектуал. Знающий множество языков. Объездивший весь мир — его называли последним великим путешественником. Гениальный ученый. Невероятно работоспособный — мог спать четыре часа в сутки. Оптимист и жизнелюб. Пользующийся невероятным успехом у женщин, он вовсе не был похож на книжного червя. Баловень судьбы.
Братья Вавиловы родились в обеспеченной купеческой семье, образование получили отменное. Ведь тогда в «общеобразовательность» входили и путешествия за границу, и обильное чтение, и языки. Между прочим, чем не тема для картины — российское купечество начала века. Ведь из него и Савва Морозов, и Савва Мамонтов, другие меценаты.
Та ситуация (в СССР — прим. ред.) благоприятствовала поступкам подлым и крушила все высокое. Требовала преданности и послушания там, где необходимы были нравственность и благородство. Нуждалась в посредственностях тогда, когда нужны были таланты.
Уничтожен был лучший генофонд. Мозги, интеллект, незамусоренные мелочностью души, неординарные характеры безжалостно и осознанно, целенаправленно шли под нож.
Поэтому история Николая Вавилова — это спор культуры с антикультурой. Это схватка нравственности с безнравственностью; вседозволенности и соблюдения норм бытия. Я должен был об этом рассказать.

## В ролях
- Костас Сморигинас — Николай Вавилов
- Андрей Мартынов — Сергей Вавилов
- Ирина Купченко — Лена, вторая жена Николая Вавилова, мать Юры
- Богдан Ступка — Трофим Лысенко
- Сергей Газаров — Исаак Презент
- Георгий Кавтарадзе — Иосиф Сталин
- Тамара Дегтярёва — Катя, первая жена Николая Вавилова
- Сергей Плотников — Иван Ильич, отец братьев Вавиловых
- Валентина Салтовская — Александра Ивановна, мать братьев Вавиловых
- Николай Лавров — профессор Олег Петрович Авдеев
- Вячеслав Петров — Киров
- Ион Унгуряну — Александр Муралов
- Ингеборга Дапкунайте — Наталья Карловна Лемке, секретарь Николая Вавилова
- Ирина Калиновская — Ольга
- Алексей Бурыкин — Юра
- Владимир Шуранов — Григорий Николаевич Шлыков, биолог
- Кирилл Вац — Герман Мёллер
- Вячеслав Езепов — Андрей Жданов
- Михаил Хмуров — Олег, старший сын Николая Вавилова
- Рим Аюпов — Вячеслав Аркадьевич Терентьев
- Нина Усатова — председатель колхоза
- Игорь Иванов — Семён Петрович Шелудко
- В. Князев — следователь
- А. Фомин — академик Прянишников
- Дмитрий Пронин — Саша, скульптор, друг Олега
- Олег Корчиков — Вячеслав Молотов
- Елизавета Никищихина — Терентьева
- В. Барташов — Берия
- Василе Зубку-Кодряну — Луппол
- Николай Дик — офицер НКВД
- Николай Аверюшкин — член президиума совещания
- Георгий Саакян — двойник Сталина
- Юрий Волков — седой профессор
- Юрий Рудченко — Хитрук, колхозник
- Иван Мурадханов — Юра, сын Вавилова
- Михаил Брылкин — могильщик

## Список серий
- 1-я серия — «Семья»
- 2-я серия — «Секретарша»
- 3-я серия — «Телохранитель»
- 4-я серия — «Жена»
- 5-я серия — «Старший сын»
- 6-я серия — «Костер».

## Съёмочная группа
- Сценаристы — Сергей Дяченко, Юрий Арабов, Александр Прошкин
- Режиссёр-постановщик — Александр Прошкин
- Композитор — Владимир Мартынов
- Оператор — Борис Брожовский
- Художники-постановщики — Валерий Филиппов, Ульрих Бергфельдер